# Travel manager
Le métier de travel manager ou gestionnaire de voyages consiste à gérer l’ensemble des voyages et déplacements d’une entreprise.

## Historique et enjeux
Depuis son apparition en France au début des années 1980, la profession a évolué et s’est développée dans les entreprises dans les années 1990 et 2000, parallèlement aux profondes mutations que le voyage d’affaires, tout comme l’industrie du tourisme, a vécues :
- dérégulation du transport aérien, développement des alliances aériennes, apparition des compagnies low cost,
- évolution de la réglementation et de la rémunération des agences de voyages,
- développement du yield management dans la tarification des compagnies aériennes et des hôtels,
- diversification des canaux de distribution (GDS, internet…),
- etc.

Par ailleurs, les responsables voyages ont accompagné l’évolution des stratégies et des contraintes de leurs propres entreprises :
- maîtrise des coûts (incluant l’optimisation des coûts de déplacements, généralement considérés comme le deuxième poste de dépenses des entreprises[3]),
- prise en compte des critères de développement durable dans les politiques voyages des entreprises, afin d’améliorer leur bilan carbone, notamment par la promotion de l’écomobilité (covoiturage, voyage en train de préférence à l’avion…) et d’alternatives au voyage d'affaires (visioconférence, téléprésence…),
- obligations renforcées de l’employeur en matière de sécurité et de prévention des risques, y compris pour les collaborateurs en voyage d’affaires ou en expatriation ; en atteste la condamnation en 2004 de la DCN à verser des dommages-intérêts aux familles des salariés tués dans l’attentat de Karachi, ceci pour faute inexcusable, le jugement ayant retenu que les risques encourus par les salariés avaient été insuffisamment pris en compte par leur employeur.

Aujourd’hui, les responsables voyages sont sollicités dans l’élaboration et la mise en œuvre des plans de continuité de leurs entreprises, en ce qui concerne le rapatriement, l’hébergement d’urgence, etc.
En France, la profession de Travel manager est intégrée depuis avril 2014 à l'Annuaire des métiers APEC.

## Positionnement dans l'entreprise
La prise en compte de l’ensemble de ces enjeux, ainsi que la multiplicité des acteurs internes et externes, positionnent aujourd’hui le responsable voyages en tant que chef de projet sur la plupart de ses missions. De la définition d’une politique voyages au contrôle des dépenses, en passant par le déploiement des logiciels de gestion des déplacements ou la négociation des contrats-cadres dans des domaines tels que l’aérien, l’hôtellerie ou la location courte durée de véhicules, les responsabilités croissantes du Travel manager ont un impact sur de nombreuses activités de l’entreprise.
Dans un contexte économique mettant les voyages d'affaires au cœur des préoccupations budgétaires des entreprises, le responsable voyages consolide les données et fournit les analyses permettant aux entreprises de mieux gérer et maîtriser leur budget « déplacements et frais professionnels ».
Hormis dans les petites structures, où les chargés de voyages reportent à la direction générale, le responsable voyages est le plus souvent rattaché aux fonctions achats, RH ou encore à la direction financière.

## Organismes professionnels
Dans le but de promouvoir et de professionnaliser la fonction en France, les responsables voyages ont décidé en 2008 de se structurer en créant l'Association française des Travel managers (AFTM). À ce jour, l'association compte 330 membres et est présidée par Michel Dieleman.
En Belgique, la BATM (Belgian Association of Travel Management) rassemble également les professionnels du secteur autour de ces objectifs.
Dans les pays non francophones, des associations de même type existent également: États-Unis (GBTA - Global Business Travel Association), Royaume-Uni (ITM), Allemagne (VDR), Espagne (AEGVE), Pays-Bas (Cortas), etc.
En Europe, la plupart de ces associations sont affiliées à des Associations internationales:
- soit à la GBTA Europe (ITM, VDR, GBTA France, etc.) ;
- soit à ACTE (Association of Corporate Travel Executives) : AFTM, BATM, Cortas, etc.
Outre les cotisations de leurs membres, ces associations sont également financées par des partenariats avec les prestataires de l'industrie du voyage : agences de voyages, compagnies aériennes, chaînes d'hôtels, GDS, etc.